# Tentacoli (romanzo)
Tentacoli è un romanzo horror scritto da Peter Benchley nel 1991.

## Trama
Una comunità di pescatori subisce alcuni misteriosi attacchi al largo delle Bermuda. Un biologo marino scopre che il responsabile degli attacchi è un gigantesco e mostruoso calamaro, ma il pescatore Whip Darling è scettico. Nonostante ciò Whip viene incaricato da un miliardario della Nuova Inghilterra di abbattere il calamaro per vendicarsi della morte del figlio pescatore, mentre era in luna di miele con la sua sposa.
Whip non ha altra scelta che accettare l'incarico mentre il miliardario ha un conto in sospeso con la famiglia di Whip per aver assunto la proprietà.
Whip parte così alla ricerca del mostro con l'aiuto di un gruppo di cacciatori armati, ma nello scontro che ne segue molti compagni di Whip vengono uccisi dal calamaro, che ferisce lievemente Whip. Mentre Whip attende di essere ucciso, il calamaro viene inseguito da un capodoglio e viene trascinato sott'acqua per essere mangiato, mentre il protagonista riesce a tornare sano e salvo a terra.

## Trasposizioni cinematografiche
Nel 1996 dal romanzo è stato tratto un film televisivo intitolato The Beast - Abissi di paura, diretto da Jeff Bleckner ed interpretato da William Petersen.